# Giacomo Rocca
Giacomo Rocca (anche Giacomo della Rocca) (Salerno, ... – tra il 1592 e il 1605) è stato un pittore italiano manierista del tardo Rinascimento attivo a Roma nel tardo 16° - inizio del XVII secolo. Fu allievo di Daniele da Volterra e collaborò al completamento degli affreschi della prima cappella a destra di Santa Maria degli Angeli a Roma. La biografia di Rocca è tratteggiata ne Le vite de' pittori, scultori et architetti dal Pontificato di Gregorio XIII del 1572 in fino a' tempi di Papa Urbano VIII nel 1642, di Giovanni Baglione.

## Opere
- Affreschi nella Cappella Ricci di San Pietro in Montorio a Roma
- Profeti e Sibille e Soggetti dell'Antico Testamento, affreschi nella Galleria e nella cappella di Palazzo Sacchetti a Roma
- Trionfi romani, affreschi (con Michele degli Alberti) nel Palazzo dei Conservatori a Roma